# Malthonica minoa
Malthonica minoa là một loài nhện trong họ Agelenidae.
Loài này thuộc chi Malthonica. Malthonica minoa được Paolo Marcello Brignoli miêu tả năm 1976.